# Патафизика
Патафизиката (от френски: pataphysique) е пародийна псевдонаука, създадена от френския писател Алфред Жари. Според своя създател и неговите последователи тя трябва да изучава въображаеми явления отвъд границите на метафизиката. В средата на XX век те създават организации като Колеж по патафизика, от който се обособява групата Улипо.